# پیر ربون
پیر ربون (فرانسوی: Pierre Rabon‎؛ ۱۸ اکتبر ۱۶۱۹ – ۱۸ ژانویه ۱۶۸۴) نقاشی سبک پرتره‌نگاری اهل فرانسه بود که در دوران سلطنت لوئی چهاردهم فعالیت داشت. رابون در ۳ ژوئیه ۱۶۶۰ به عضویت آکادمی سلطنتی نقاشی و مجسمه‌سازی درآمد.

## نگارخانه

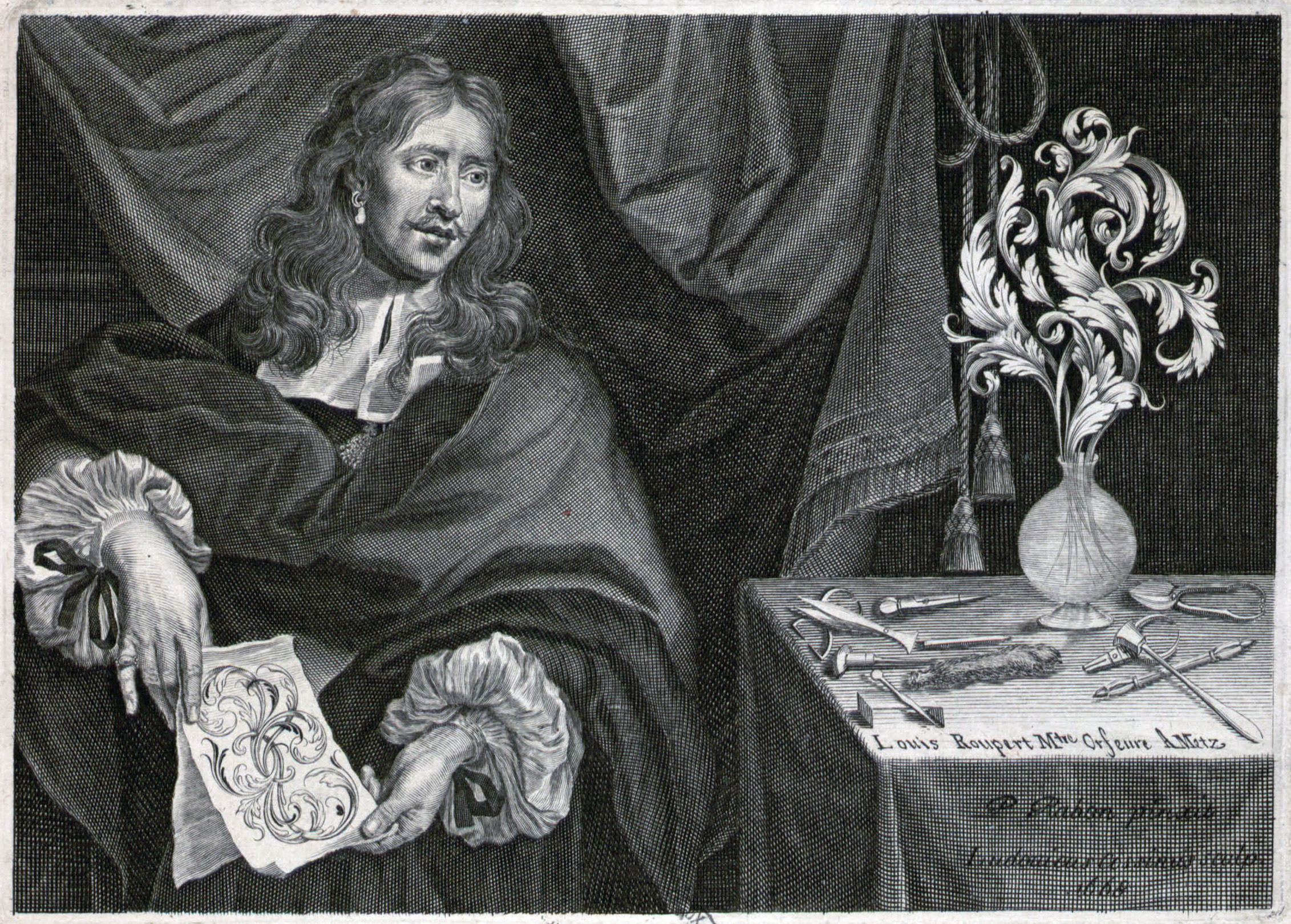
Louis Roupert, Master Goldsmith at Metz, engraved 1668 by Louis Cossin [Wikidata] after a painting by Pierre Rabon
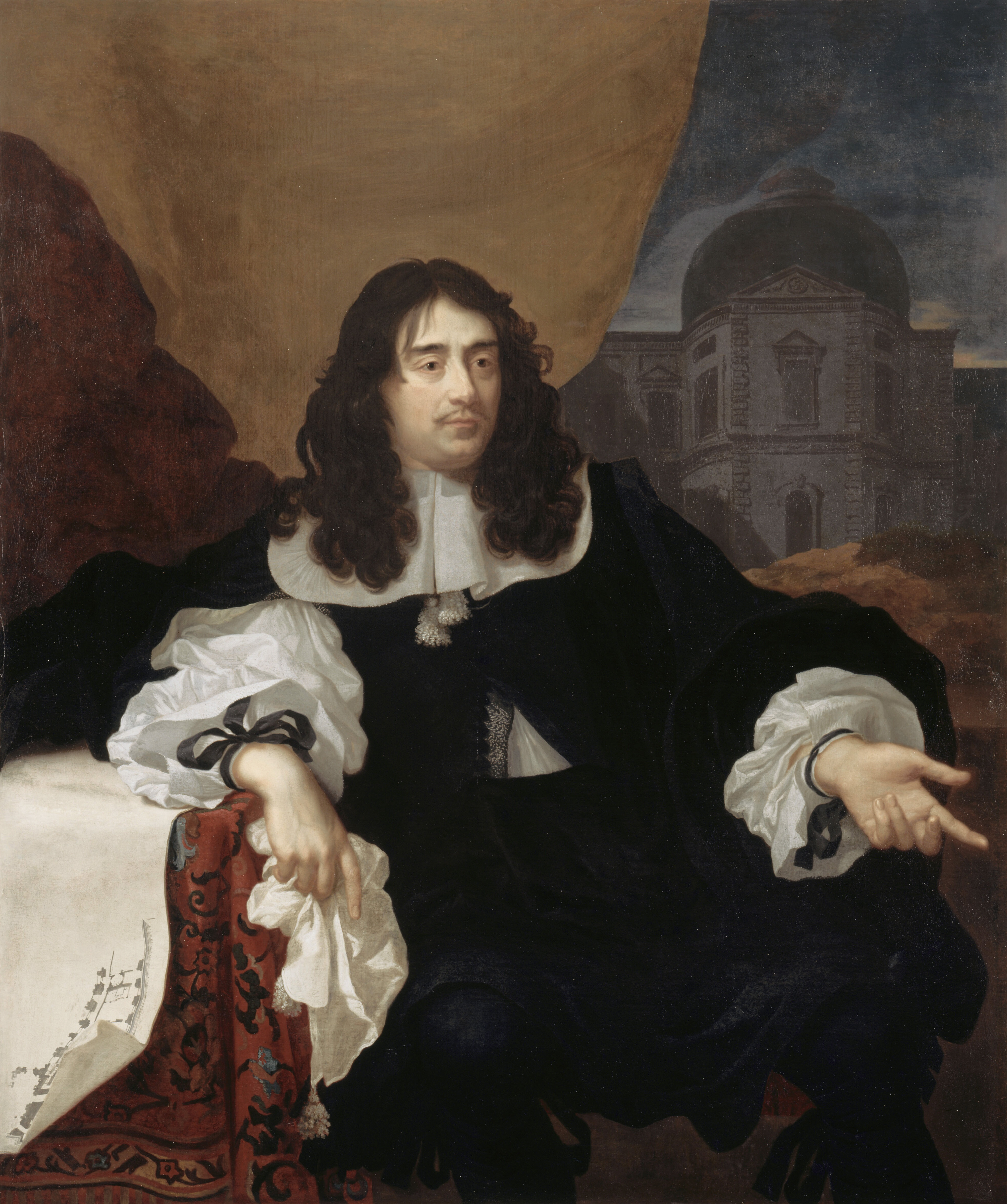
Possibly Pierre Rabon's 1660 reception piece, a portrait of Antoine de Ratabon (کاخ ورسای)
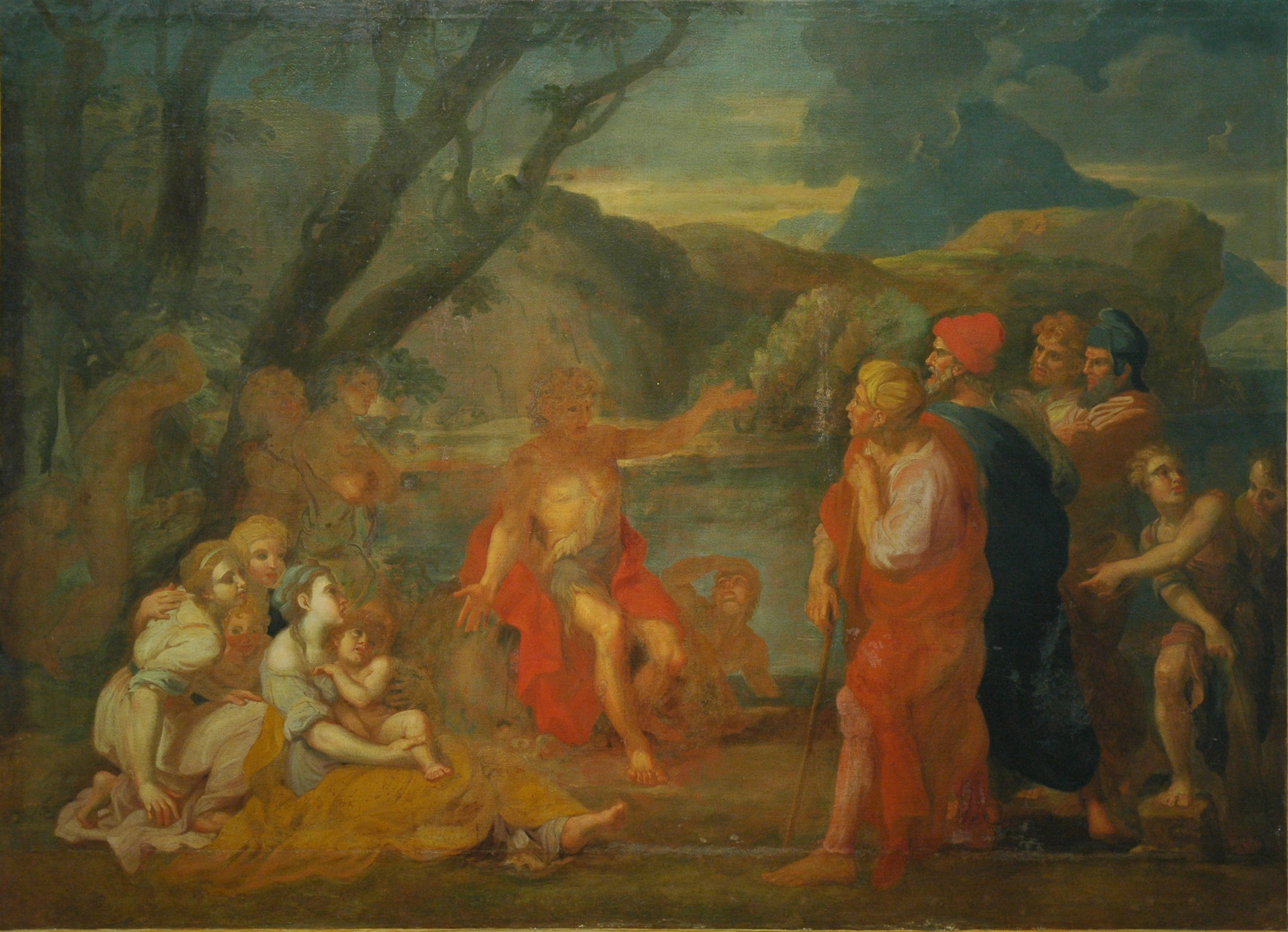
Saint John Preaching in the Desert, attributed to Pierre Rabon (Musée des Beaux-Arts, کارکاسون)
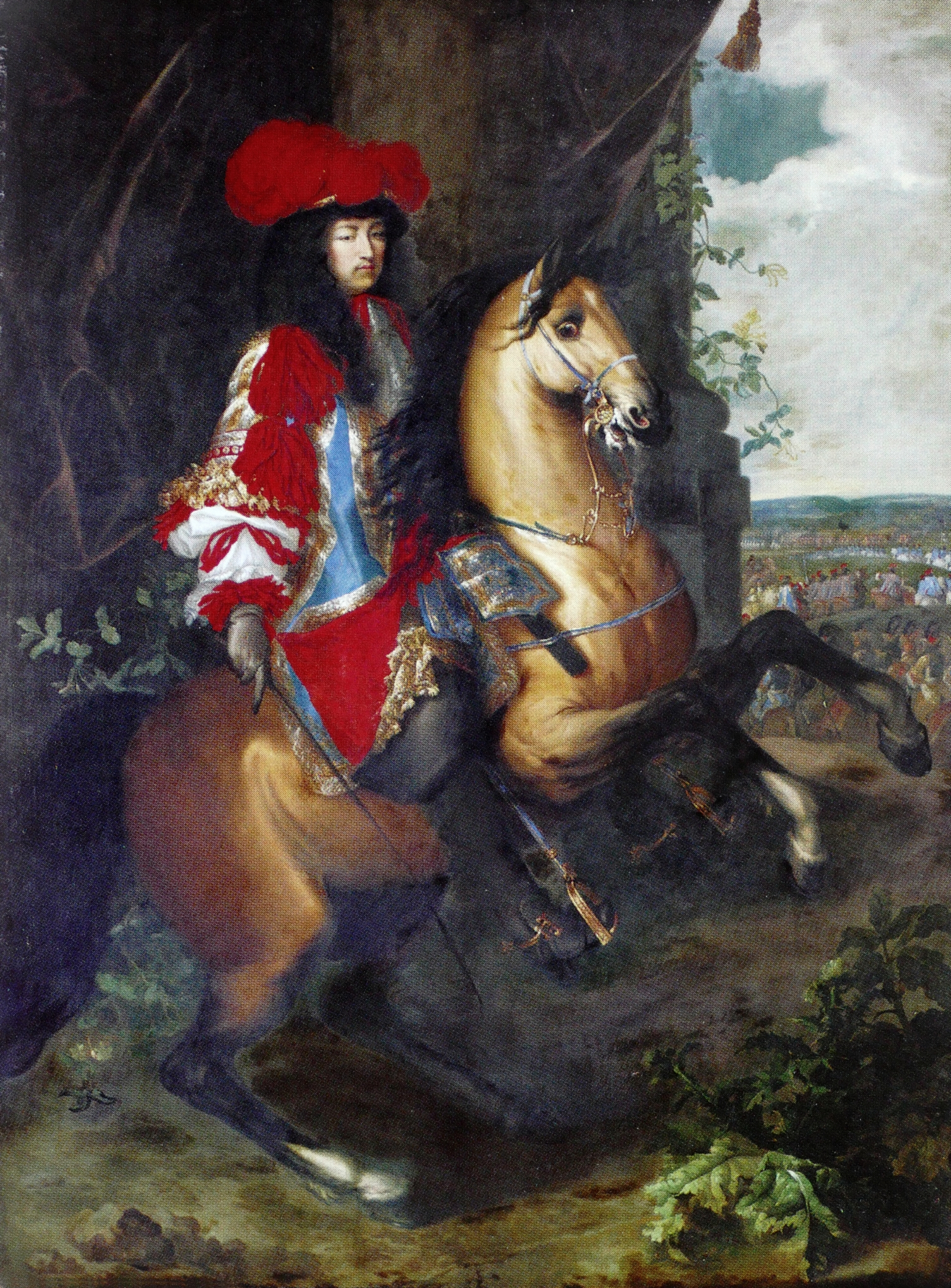